# Made in France (série télévisée)
Pour les articles homonymes, voir Made in France (homonymie).
Production
Diffusion
Made in France est une série télévisée française réalisée par Mathilde Vallet et créée par Killian Arthur, Nicolas Jones-Gorlin et Marie Roussin, et diffusée en Suisse à partir du 6 janvier 2025 sur RTS 1 et en France à partir du 15 janvier 2025 sur France 2.
Cette comédie de mœurs est une coproduction de Barjac production et Appétit Films pour France 2.

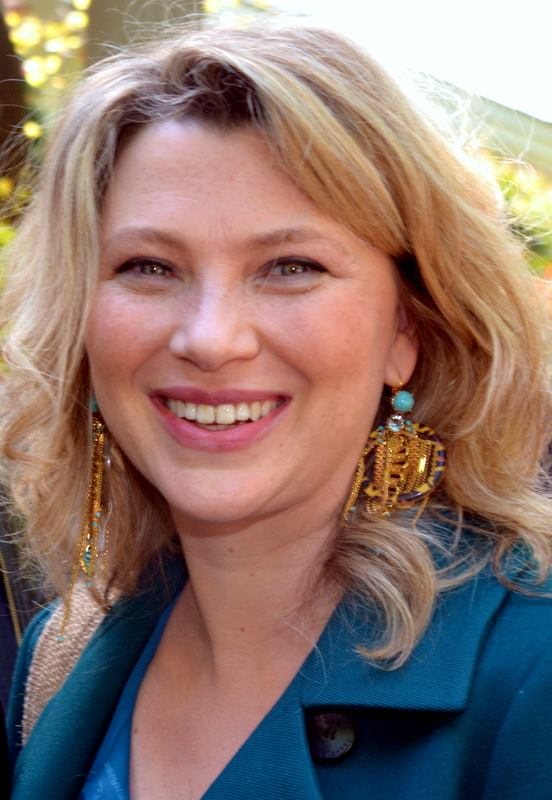
Cécile Bois.

## Synopsis
Rita et Olivier Martinet sont mariés depuis 30 ans et tiennent un garage. Un jour, Rita découvre dans le smartphone de son mari des photos d'une jeune femme en lingerie. Olivier avoue qu'il a eu une relation avec Olympe, directrice de production de la maison de maroquinerie de luxe Valières, mais qu'ils ont rompu depuis des mois.
Rita décide alors de se faire engager chez Valières comme assistante d'Olympe, mais sans révéler sa véritable identité, afin de lui faire payer ce qu'elle a fait.
Mais contre toute attente, les deux femmes s'entendent bien et Rita se révèle même d'une aide précieuse pour engager Arane, la star de la mode, car elle seule réussit à se faire apprécier du chien fétiche dont le styliste ne se sépare jamais.

## Distribution
- Cécile Bois : Rita Martinet
- Antonia Desplat : Olympe Costa, la maîtresse d'Olivier Martinet
- Thierry Neuvic : Olivier Martinet, le mari de Rita
- Didier Flamand : André Valières
- Nicolas Martinez : Axel Valières, le fils d'André
- Jin Xuan Mao : Arane, star de la mode sous contrat avec Valières
- Pierre Hancisse : Paul Desnoyers, attaché de presse de Valières
- Angèle Mac : Adèle Lucas, égérie de Valières et footballeuse de l'équipe de France
- Louise Malek : Solène Martinet, la fille de Rita et Olivier
- Arthur Guivarch : Noé Martinet
- Hadrien Kerhervé : Tom Martinet
- Nadia Roz : Carole, amie de Rita
- Andréa Ferréol : la grand-mère d'Olympe
- Étienne Diallo : Jules Lucas, le frère d'Adèle
- Franck Adrien : le tanneur Alban Gallarde
- Ilan Evans : Thomas Rossi
- Thomas Chabrol : François Costa
- Noémie de Lattre : Catherine Costa
- Yuna : Jean-Pierre, le chien d'Arane
- Jean-Jacques Bathie : Marco

## Production

### Genèse et développement
Cette comédie de mœurs est une coproduction de Barjac production et Appétit Films, réalisée pour France 2 avec la participation de France Télévisions, du CNC et de la Radio télévision suisse (RTS),,.
La série est créée par Marie Roussin, Killian Arthur et Nicolas Jones-Gorlin qui co-écrivent la série avec Julie-Albertine Simonney et David Fortems ; la réalisation des six épisodes est confiée à Mathilde Vallet,,,,.
Le scénariste Killian Arthur confie avoir été motivé par « l'envie d'ancrer notre histoire dans un monde que les séries ont peu exploré jusque-là, celui de ces vieilles maisons françaises que le monde entier nous envie. ».
La production est assurée par Marie Dupuy d'Angeac et Lolita Franchet pour Barjac Production, et par Marie Roussin pour Appétit Films.

### Attribution des rôles
Les rôles de Rita et Olivier Martinet sont tenus par Cécile Bois et Thierry Neuvic. Ce dernier précise qu'il s'agit d'un « petit pied de nez à notre société patriarcale, où l'homme que je joue était le chef de famille, faisait bosser sa femme dans son entreprise, et doit déconstruire ses vieux schémas pour se reconstruire » : il dit avoir particulièrement apprécié « de casser tous ces codes, surtout avec un mec pris entre deux femmes, confronté à la culpabilité et à la dualité ».
Le rôle d'Olympe, la maîtresse et rivale, est tenu par Antonia Desplat qui est pour Télé-Loisirs « incontestablement la révélation de Made in France ». L'actrice confie avoir accepté ce rôle « pour son aspect comique, car je n'ai jamais joué de comédie, un rythme très différent du drame. » et ajoute : « Ma rencontre avec Cécile a été comme un coup de foudre au premier regard […] Sur le tournage, elle avait ce sourire tellement bienveillant et accueillant… J'étais dans un état d'esprit très stressé parce qu'il ne s'agissait que de mon deuxième boulot en France. J'étais donc intimidée à l'idée de travailler en français et d'avoir autant de texte… Mais Cécile m'a prise sous son aile. ».

### Tournage
Le tournage de la série a lieu du 25 mars au 20 juin 2024 à Paris et en Île-de-France, en particulier au Pré-Saint-Gervais, aux Chapelles-Bourbon (tannerie Gaillarde et Manoir de Beaumarchais), à Mennecy, à Pantin et à Villecresnes,,,,,,.
Des scènes sont tournées à Versailles dans l'ancien hôtel particulier de la comtesse Du Barry, la dernière favorite de Louis XV, tout près du château de Versailles : ces scènes sont censées se dérouler avenue Montaigne, à Paris, où se situent les boutiques de luxe des grands couturiers, car l'intrigue se déroule dans le secteur de la maroquinerie.
En ce qui concerne Paris, Télé-Loisirs précise que « les équipes du tournage ont réalisé des plans sur l'avenue Montaigne pour donner l'illusion que la Maison Valières y est nichée […] L'appartement d'Olympe se situe non loin de la place Victor Hugo dans le 16e arrondissement de Paris. ».

### Fiche technique
Sauf indication contraire, les informations mentionnées dans cette section peuvent être confirmées par les bases de données cinématographiques  présentes dans la section « Liens externes ».
- Titre français : Made in France
- Genre : Comédie de mœurs[3],[17]
- Production : Marie Dupuy d'Angeac, Lolita Franchet et Marie Roussin[2],[3],[7]
- Sociétés de production : Barjac production et Appétit Films[1],[2],[3],[7]
- Réalisation : Mathilde Vallet[1],[4],[5],[3],[7]
- Création : Killian Arthur, Nicolas Jones-Gorlin et Marie Roussin[1],[4],[5],[3],[7]
- Scénario : Killian Arthur, Nicolas Jones-Gorlin et Marie Roussin
- Musique : Alexandre Lier, Sylvain Ohrel et Nicolas Weil (LoW Entertainment)[14]
- Décors : Christelle Maisonneuve[14]
- Costumes : Alexia Crisp-Jones[14]
- Photographie : Isarr Eiriksson[14]
- Son : Benoît Guérineau et Arnaud Lavaleix[14]
- Montage : Nathalie Langlade - Bertrand Nail[14]
- Maquillage : Victor Rossi
- Coiffure : Anthony Mouix et Jean-Marc Benois
- Pays de production :  France
- Langue originale : français
- Format : couleur
- Nombre de saisons : 1
- Nombre d'épisodes[18] : 6
- Durée : 52 minutes[18]
- Dates de première diffusion :
  - Suisse : 6 janvier 2025 sur RTS 1
  - France : 15 janvier 2025 sur France 2[3],[17],[19]

## Épisodes
1. Le Visage du luxe
2. L'Astre et le désastre
3. Les Françaises
4. La Panne
5. Féminité(s)
6. Révélation(s)

## Accueil

### Audiences et diffusion

#### En France
En France, la série est diffusée le mercredi à 21 h 05 sur France 2 par salve de deux épisodes du 15 au 29 janvier 2025.
| Épisode              | Diffusion                | Diffusion            | Audience moyenne          | Audience moyenne                       | Audience moyenne | Réf.   |
| Épisode              | Jour                     | Horaire              | Nombre de téléspectateurs | Part de marché (sur les 4 ans et plus) | Classement       | Réf.   |
| -------------------- | ------------------------ | -------------------- | ------------------------- | -------------------------------------- | ---------------- | ------ |
| 1                    | Mercredi 15 janvier 2025 | 21 h 05 - 21 h 55    | 2 900 000                 | 14,7 %                                 | 2e               | [ 20 ] |
| 2                    | Mercredi 15 janvier 2025 | 21 h 55 - 22 h 45    | 2 950 000                 | 16,8 %                                 | 2e               | [ 20 ] |
| 3                    | Mercredi 22 janvier 2025 | 21 h 10 - 21 h 55    | 2 260 000                 | 11,2 %                                 | 2e               | [ 21 ] |
| 4                    | Mercredi 22 janvier 2025 | 21 h 55 - 22 h 45    | 2 150 000                 | 12,1 %                                 | 2e               | [ 21 ] |
| 5                    | Mercredi 29 janvier 2025 | 21 h 10 - 22 h 00    | 2 100 000                 | 10,2 %                                 | 2e               | [ 22 ] |
| 6                    | Mercredi 29 janvier 2025 | 22 h 00 - 22 h 50    | 1 900 000                 | 10,6 %                                 | 2e               | [ 22 ] |
|                      |                          |                      |                           |                                        |                  |        |
| Moyenne de la saison | Moyenne de la saison     | Moyenne de la saison | 2 380 000                 | 12,6 %                                 | 2e               | [ 23 ] |

- Les plus hauts chiffres d'audience
- Les plus bas chiffres d'audience

### Accueil critique
Pour Alexandre Letren, du site VL-Media : « La grande réussite de la série repose entre les mains de nos deux héroïnes, Cécile Bois et Antonia Desplat, deux actrices charismatiques et puissantes chacune dans leur genre. Cécile Bois trouve ici un rôle à la mesure de son talent et prouve que la comédie lui va si bien. ». Il souligne que « Made in France est l'une des belles surprises de ce début d'année, et la série nous permet de découvrir l'incroyable Antonia Desplat en tête d'affiche », une actrice qu'il qualifie de révélation de la série.
Pour Télérama, Made in France est « une belle histoire de sororité, gâchée pas des ficelles scénaristiques grossières. ».
Télé-Loisirs, de son côté, estime que « Cécile Bois et Antonia Desplat sont épatantes dans cette comédie de mœurs originale et enlevée qui se déroule dans le milieu de la maroquinerie de luxe française […] Des dialogues savoureux, des personnages étonnants et des situations cocasses sont les atouts de cette série. ». Isabelle Dhombres souligne le fait que « pimentée par des dialogues incisifs et concernants, la série tournée près de Versailles crée immédiatement l'empathie avec des personnages particulièrement bien caractérisés, offrant ainsi à certains quelques sorties de piste au burlesque assumé. Accompagnée sans fausses notes par Thierry Neuvic et Antonia Desplat, Cécile Bois donne le "la" de chaque séquence. ».
Pour Télécâble Sat Hebdo, « Dotée d'un casting éclatant, cette comédie sentimentale, dans le milieu de la maroquinerie de luxe, est drôlissime. ».
Pour Jean-Christophe Nurbel, du site Bulles de culture, « Même si son scénario n'évite pas les invraisemblances et qu'à l'instar du téléfilm Inès et Yvan, l’amour sur un fil, l'arène choisie (la maroquinerie de luxe) est peu exploitée, la série Made in France séduit par son côté triangle amoureux atypique où les deux amoureuses, incarnées avec brio par Cécile Bois et Antonia Desplat, vont, contre toute attente, faire équipe pour affronter l'adversité. ».
Le Parisien trouve que Cécile Bois est revigorante et fait des merveilles dans Made in France, qu'il qualifie de comédie rafraîchissante.
Florian Lautré, du site Allociné, souligne que « Au-delà du drame intime qui est raconté dans Made in France, on plonge aussi dans l'univers fermé des grandes maisons de couture françaises, dont le savoir-faire a fait la renommée internationale. Cette incursion est captivante. ».
Ouest-France estime que « L'ensemble est une franche réussite. Jamais moralisatrice, la série nous happe avec une facilité déconcertante grâce à une écriture fine. ».
Le Journal du dimanche considère Made in France comme « une série sympathique devant beaucoup à son duo féminin aussi contrasté que talentueux : l'attachante Cécile Bois et l'élégante et charismatique Antonia Desplat, fille du compositeur Alexandre Desplat, à qui le rôle va comme un gant. ».